# Acqua
Acqua é o terceiro álbum do aclamado guitarrista brasileiro Frank Solari.
Neste disco, Solari atuou como compositor, intérprete, engenheiro de som, arranjador e produtor (artístico e executivo). Foi gravado, mixado e masterizado no seu estúdio em Porto Alegre entre 2001 e 2003.
Este CD teve grande repercussão internacional, e foi bastante elogiado por músicos de renome, como Bob Dylan e Stanley Jordan. É considerado o melhor álbum do Frank.
Nesse disco, Frank ainda conta com algumas participações especialíssimas, como Pepeu Gomes e Roberto Frejat e Renato Borghetti.
Também participaram deste trabalho: Roger Solari, Kiko Freitas, André Gomes, Renato Borghetti, Carlos Martau, Pedro Tagliani, Jorginho do Trompete, Michel Dorfman, Lucio Dorfman, Dudu Penz, Fernando do Ó e Vitor Peixoto.

## Faixas
1. Catu
2. Acqua
3. Lucky Girl (Pepeu Gomes na guitarra)
4. Tindum
5. Na Pressão
6. Estrela, Estrela (Renato Borghetti no acordeon)
7. Going to California (cover instrumental de Led Zeppelin, com Roberto Frejat no violão)
8. Move it Up (Pepeu Gomes na guitarra)
9. Luna
10. Cálculo Renal
11. Sintonia
12. Abertura (Pedro Tagliani na guitarra acústica)
13. Bosque das Águas